# Antes muerta que sencilla
Antes muerta que sencilla – singel hiszpańskiej piosenkarki María Isabel wydany w 2004 roku, nakładem wytwórni Universal Music Spain. Piosenka zwyciężyła 2. Konkurs Piosenki Eurowizji Junior (2004), który odbył się w Norwegii w Lillehammer. María wygrała konkurs z łączną liczbą 171 punktów, zapewniając pierwsze zwycięstwo Hiszpanii w konkursie.   

## Lista utworów
| Nr | Tytuł utworu                | Długość |
| -- | --------------------------- | ------- |
| 1. | „Antes muerta que sencilla” | 2:32    |

## Notowania
| Kraj       | Lista (2004)        | Najwyższa pozycja |
| ---------- | ------------------- | ----------------- |
| Belgia     | Ultratop 50 Singles | 36                |
| Francja    | SNEP Singles Chart  | 6                 |
| Niemcy     | GfK Entertainment   | 89                |
| Szwajcaria | Hitparade.ch        | 18                |
| Włochy     | FIMI                | 34                |